# Pratica matematica
Nella filosofia della matematica, il termine pratica matematica distingue le pratiche effettive dei matematici professionisti (scelta dei teoremi da dimostrare, notazioni informali, giudizio sulla "formalizzabilità" dei vari passi della dimostrazione, revisione e pubblicazione accademica) dalla "realtà" presunta del prodotto finito: la matematica "finita" e "dimostrata".
Tale distinzione è particolarmente importante nello studio dei metodi quasi-empirici, cioè, dei metodi informali di ricerca del consenso tra i professionisti della matematica, che sono spesso alla base delle effettive convinzioni professionali.  Le pratiche matematiche moderne distinguono i matematici professionisti moderni dalle idee più antiche della etnomatematica.  Tali idee "etniche" e "popolari" includono senza dubbio formule e algoritmi utilissimi, ma senza una disciplina della dimostrazione rigorosa.
L'evoluzione della pratica matematica fu lenta, e alcuni di coloro che contribuirono alla matematica moderna non seguirono neppure le pratiche del tempo: ad esempio, Pierre de Fermat era vituperato per omettere in gran parte le sue dimostrazioni, ma nondimeno aveva una reputazione vastissima di pubblicare enunciati corretti.  È simile il contrasto tra le pratiche di Pitagora e di Euclide.  Mentre Euclide fu il fondatore di quella che oggi consideriamo dimostrazione geometrica perfezionata, Pitagora creò una comunità riservatissima che sopprimeva le conoscenze più "esoteriche" e persino l'esistenza di alcuni risultati, primo fra tutti l'esistenza dei numeri irrazionali.  I matematici moderni ammirano le pratiche di Euclide, e tipicamente disapprovano quelle di Fermat e Pitagora.  Ma tutti e tre sono considerati matematici di primaria importanza, nonostante le differenze di metodo.
Una motivazione per lo studio della pratica matematica è che nonostante i passi avanti del XX secolo, i fondamenti della matematica sono tuttora ambigui e non del tutto chiari.  Ora si è soliti concentrarsi su questioni del tipo: "cosa si intende per dimostrazione matematica" ed altre questioni metodologiche.